# Сали Грийн
Сали Грийн (на английски: Sally Green) е английска писателка, авторка на произведения в жанра фентъзи.

## Биография и творчество
Сали Грийн е родена на 11 септември 1961 г. в Лидъм Сейнт Анс, Ланкашър, Англия. Следва минно дело в Лондонския университет. След дипломирането си работи в издателска фирма, преди да се върне в Манчестър. Впоследствие учи счетоводство, омъжва се за изпълнителния директор на инвестиционна кампания и работи като счетоводител във финансовите отдели на различни компании. Когато е 41-годишна ражда син и се заема с отглеждането му. Заедно с задълженията си на домакиня решава да търси други занимания. След посещение на литературния фестивал в Шропшър започва да пише фентъзи през 2010 г. За това се записва в Отворения университет и научава всичко за творческото писане от неговите онлайн курсове.
Първият ѝ роман „Полулош“ от едноименната поредица е издаден през 2014 г. след успешното чу представяне на Панаира на книгата в Болоня през 2013 г. Събитията в историята се развиват в алтернативна съвременна Англия, където обществото е разделено на бяло и черно, обикновени хора, вещици и магьосници. Главният герой Нейтън е необичаен тийнейджър, син на Бялата вещица и на могъщия Черен магьосник, обявен за убиец на вещици. Какъв път ще избере той, предстои в деня на неговата 17-годишнина. Романът става бестселър, и е издадена в повече от 50 страни по света. Предвиден е за екранизиране.
В периода 2018 – 2020 г. е издадена втората ѝ поредица „Крадците на дим“. Историята е за назряващия конфликт между четири нации, а съдбата на света е в ръцете на четирима тийнейджъри – принц, предател, ловец и крадец.
Сали Грийн живее със семейството си в Уорингтън, северозападна Англия.

## Произведения

### Поредица „Полулош“ (Half Bad)
Half Lies (2014) – предистория
1. Half Bad (2014)[2][3]
Полулош, изд.: ИК „Колибри“, София (2014), прев. Владимир Молев
2. Half Wild (2015)
Полудив, изд.: ИК „Колибри“, София (2015), прев. Владимир Молев
3. Half Lost (2016)
Полуизгубен, изд.: ИК „Колибри“, София (2017), прев. Владимир Молев

- Half Truths (2015) – новела

### Поредица „Крадците на дим“ (Smoke Thieves)
1. The Smoke Thieves (2018)[1][2]
2. The Demon World (2019)
3. The Burning Kingdoms (2020)

### Екранизации
- ?? Half Bad